# Helopsaltes
Helopsaltes (лат.) — род воробьиных птиц семейства сверчковых (Locustellidae).
Всестороннее молекулярно-филогенетическое исследование семейства сверчковых Locustellidae, опубликованное в 2018 году, показало, что род Locustella состоит из двух отдельных клад. Род был разделен, и шесть видов были перемещены в недавно описанный род Helopsaltes с певчим сверчком (Helopsaltes certhiola) в качестве типового вида. Название рода сочетает в себе древнегреческое ἕλος  (helos), означающее «болотистая земля», и ψάλτης (psaltis) или «певец».
Различия между Helopsaltes и  Locustella не ограничиваются только изменчивостью структуры ДНК, виды Helopsaltes также заметно отличаются  по структуре песни, с их разнообразными "плавными" трелями, резко отличными от быстрых повторяющихся песен Locustella, напоминающих стрекотание насекомых (особенно кузнечиков). Однако виды рода Helopsaltes очень похожи  Locustella по своей криптической защитной окраске, лишенной ярких отличительных признаков, характеризующих род в целом. По размерам (12–18 см) они также сходны с Locustella.
Род содержит следующие виды:
- Helopsaltes amnicola (Stepanyan, 1972) [syn. Locustella amnicola] — Сахалинский сверчок
- Helopsaltes certhiola (Pallas, 1811) [syn. Locustella certhiola] — Певчий сверчок
- Helopsaltes fasciolatus (G. R. Gray, 1861) [syn. Locustella fasciolata] — Таёжный сверчок
- Helopsaltes ochotensis (Middendorff, 1853) [syn. Locustella ochotensis] — Охотский сверчок
- Helopsaltes pleskei (Taczanowski, 1890) [syn. Locustella pleskei] — Островной сверчок
- Helopsaltes pryeri (Seebohm, 1884) [syn. Locustella pryeri] — Японский сверчок, или японская камышовка, или японская длиннохвостая камышовка